# Вулиця Яворницького (Львів)
Ву́лиця Яворни́цького — вулиця у Залізничному районі міста Львова, в місцевості Сигнівка. Сполучає вулиці Любінську, Караджича та Антона Головатого.

## Історія
Вулицю створено в процесі забудови колишньої території Сигнівки масивом «хрущовок» в середині 60-х років XX століття. До того вулиця мала назву Любінська бічна і мала нерегулярну забудову. Оскільки нову вулицю було прокладено вздовж високовольтної лінії електропередачі, то у 1955 році їй було надано назву Електрична. В період загальнорадянської підготовки до святкування 30-ліття перемоги у німецько-радянській війні у 1974 році вулицю було перейменовано на Маршала Тимошенка, на честь радянського воєначальника українського походження, Маршал Радянського Союзу Семена Тимошенка. Сучасна назва вулиці походить від 1991 року, на пошану видатного українського історика та дослідника українського козацтва Дмитра Яворницького.

## Забудова
Основу забудови вулиці Дмитра Яворницького складають декілька п'ятиповерхових будинків зведених у 1960-х роках у стилі радянського конструктивізму. Також залишився лише один одноповерховий будинок під № 8а, збудований, можливо у 1930-х роках. Під № 8б розташоване Львівське обласне управління лісового і мисливського господарства та Львівська обласна організація профспілки працівників лісового господарства України, а під № 14 — двоповерхова офісна будівля спільного українсько-чеського підприємства «Ройек-Львів», яка виготовляє промислові та твердопаливні котли.